# Marcin Odlanicki Poczobutt

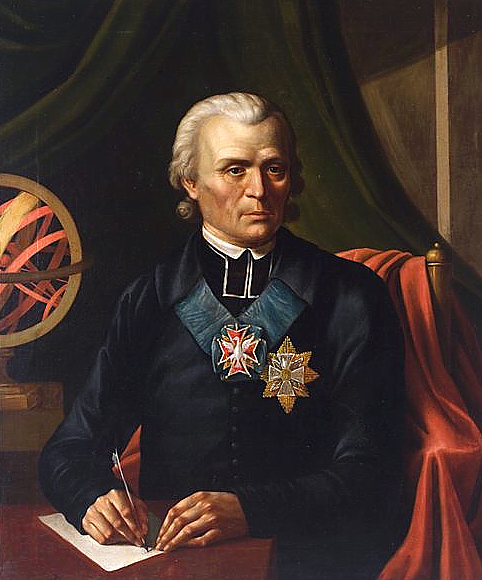
Martin Odlanicki Poczobutt

Marcin Odlanicki Poczobutt (* 30. Oktober 1728 in Salomenka bei Grodno; † 7. Februar 1810 in Dünaburg) war ein polnisch-litauischer Astronom, Jesuit und Mathematiker.
Er wurde Professor und Rektor für Mathematik an der Universität Vilnius, an der er den Bau des örtlichen Observatoriums organisierte und die Geräte kaufte. Er machte ebenfalls Beobachtungen von Sonnen- und Mondfinsternissen, Kometen und Asteroiden. Zusätzlich erstellte er Messungen des Planeten Merkur um seine Umlaufbahn berechnen zu können. Poczobutt bestimmte die geographischen Koordinaten von Orten in Litauen, inklusive Wilna. Er wurde zum Königlichen Astronomen ernannt und wurde Mitglied der Royal Society und korrespondierendes Mitglied der Académie des sciences.
Der Mondkrater Poczobutt und der Asteroid (191775) Poczobut wurden nach ihm benannt.